# Melaleuca fulgens
Melaleuca fulgens är en myrtenväxtart som beskrevs av Robert Brown. Melaleuca fulgens ingår i släktet Melaleuca och familjen myrtenväxter.

## Underarter
Arten delas in i följande underarter:
- M. f. corrugata
- M. f. fulgens
- M. f. steedmanii

## Bildgalleri

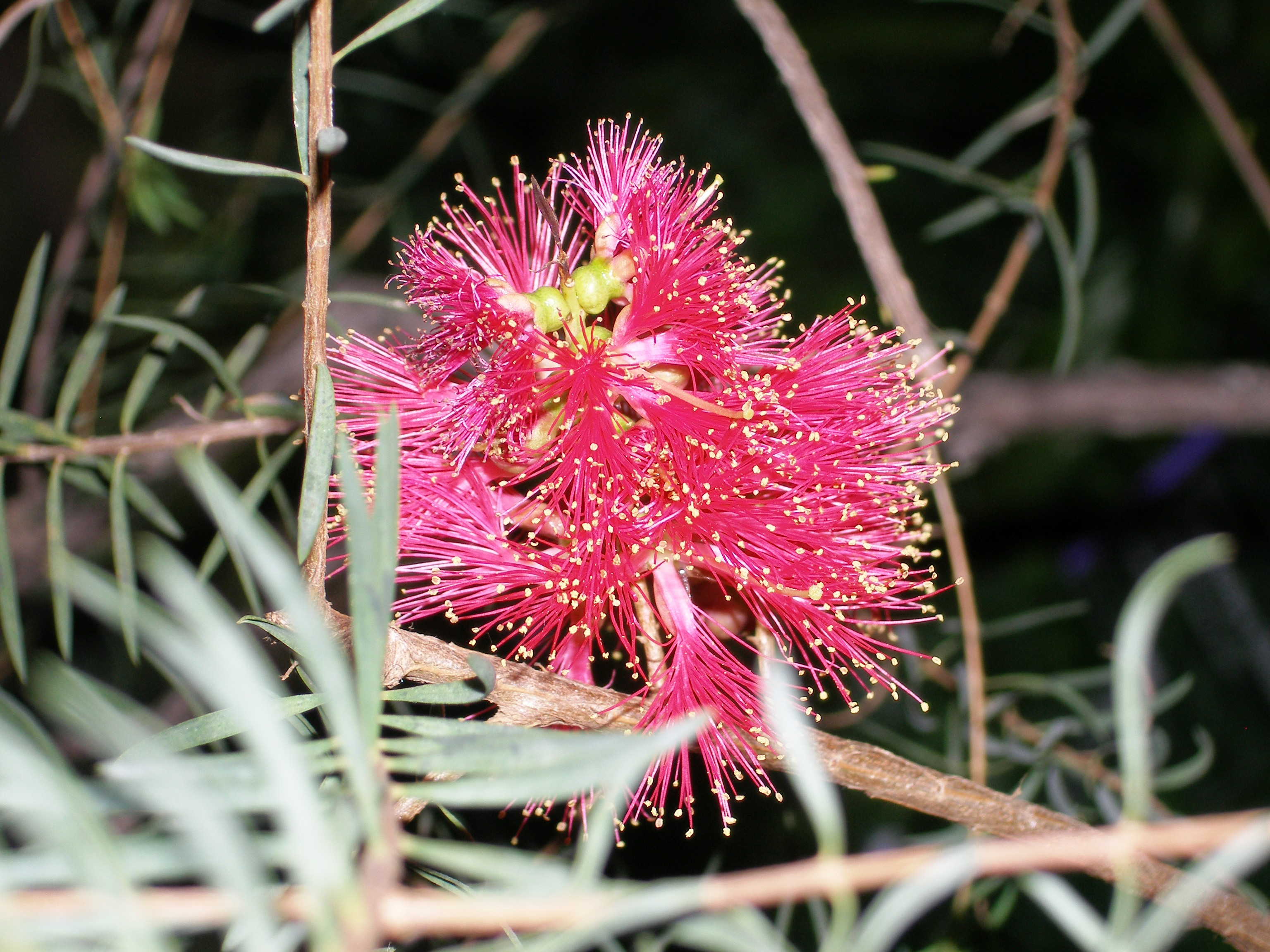
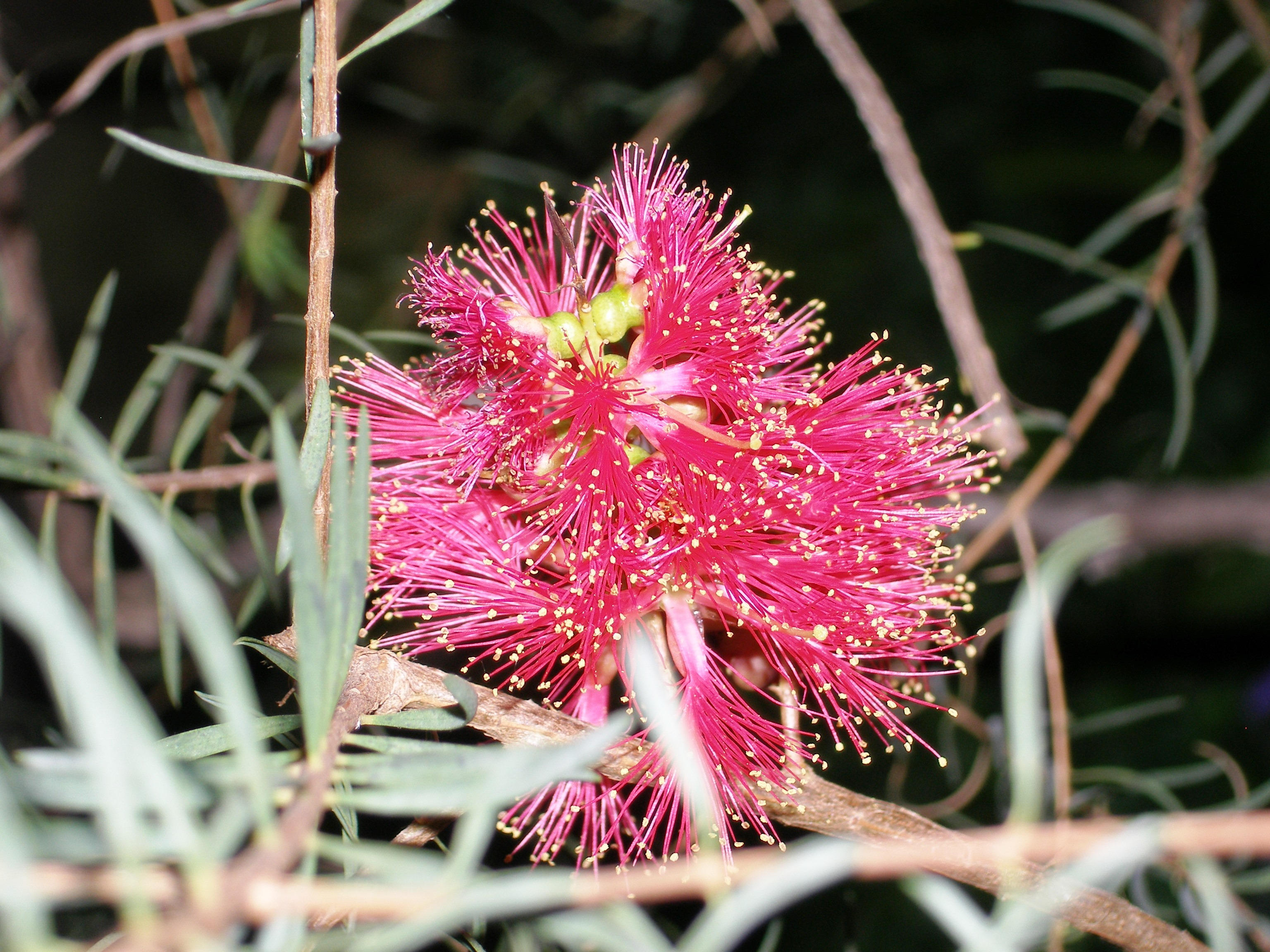
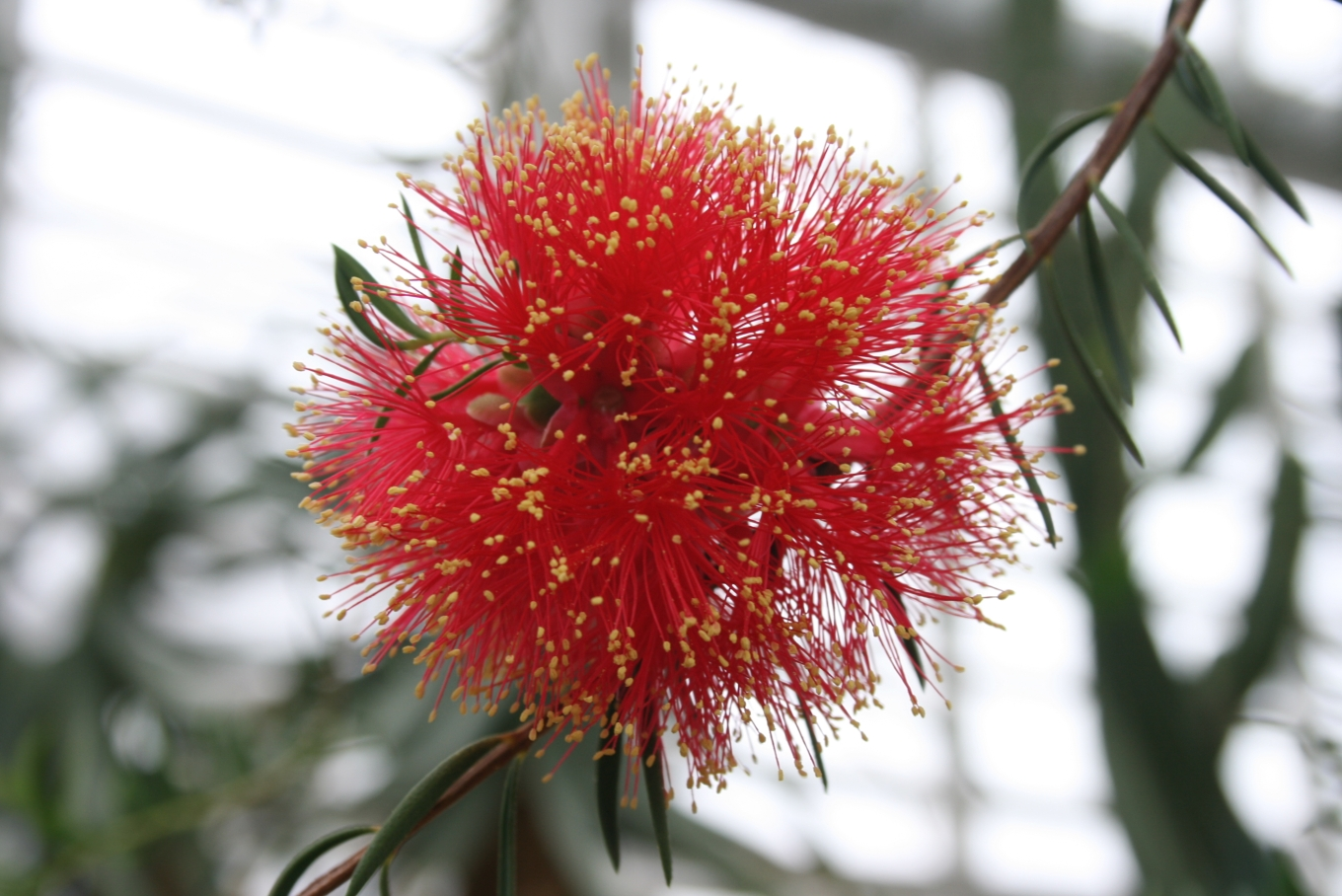